# Trojmezí (Šumava)
Trojmezí (německy Dreieckmark) je horské sedlo v Národním parku Šumava, ve výšce 1324 m n. m., na hřebenu Šumavy, mezi vrcholy Plechý (1378 m n. m.) a Trojmezná (1361 m n. m.). Protínají se zde státní hranice Česka, Německa a Rakouska.
Již od roku 1756 v těchto místech stával hraniční mezník. Ten byl nahrazen v roce 1993 novým modernějším trojbokým žulovým sloupkem, na kterém jsou vyobrazeny státní znaky a názvy jednotlivých států psané vždy v mateřském jazyce dané země.